# Stacja kosmiczna

Porównanie rozmiarów i konfiguracji czynnych stacji kosmicznych (ISS i Tiangong) oraz dawniejszych stacji i modułów orbitalnych

Stacja kosmiczna, stacja orbitalna – duży załogowy statek kosmiczny (lub ich zespół), umieszczony na orbicie okołoziemskiej, pełniący funkcję laboratorium kosmicznego przeznaczonego do długotrwałego prowadzenia badań naukowych: fizycznych, chemicznych, biologiczno-medycznych; obserwacji astronomicznych, meteorologicznych, geofizycznych itp.; wykonywania prac naukowo-technicznych, obejmujących m.in. uzyskiwanie czystych materiałów w warunkach kosmicznych, a także do treningów i adaptacji astronautów do warunków długotrwałego lotu kosmicznego (np. ku innym ciałom Układu Słonecznego). 
W odróżnieniu od innych statków kosmicznych stacja kosmiczna nie posiada systemu napędowego pozwalającego na wykonywanie dużych manewrów w kosmosie (posiadać może jedynie silniki umożliwiające autonomiczne podnoszenie wysokości orbity ciągle zmniejszającej się wskutek niezerowego oporu aerodynamicznego szczątkowej atmosfery ziemskiej, czy też umożliwiające zmianę orientacji przestrzennej) oraz systemów pozwalających na lądowanie. Lądownik jest zazwyczaj oddzielnym modułem stacji kosmicznej albo są nimi cumujące do stacji statki kosmiczne.

## Historia
W 1869 roku amerykański pisarz Edward Everett Hale napisał powieść Ceglany księżyc (oryg. The Brick Moon), w której zawarł pierwszy w literaturze opis stacji kosmicznej, krążącej wokół Ziemi. Była to kula o promieniu 60 m, zbudowana z termicznie odpornych cegieł, umieszczona na orbicie o promieniu 6400 km za pomocą olbrzymich kół zamachowych.
W następnym stuleciu urodzony w Siedmiogrodzie niemiecki fizyk Hermann Oberth, jeden z ojców założycieli techniki rakietowej i astronautyki, wymyślił pojęcie „stacja kosmiczna”, opisując krążące wokół Ziemi platformy. Po II wojnie światowej Wernher von Braun przedstawił wiarygodny opis takiej stacji, zamieszkałej przez ludzi. Jego pomysł, opisany w popularnym magazynie „Collier’s”, polegał na wykorzystaniu okrągłych modułów, połączonych w coś podobnego do koła, co miało wirować, by symulować grawitację. Obydwaj wizjonerzy jeszcze żyli, kiedy dwa kraje wysłały w przestrzeń stacje kosmiczne, które zaczęły wydajnie funkcjonować, krążąc wokół Ziemi.
Koncepcja olbrzymiej, podobnej do koła stacji kosmicznej niewątpliwie została spopularyzowana przez film Stanleya Kubricka 2001: Odyseja kosmiczna. W rzeczywistości pierwsze stacje kosmiczne były niezgrabnymi, ale wysoce funkcjonalnymi laboratoriami z modułami badawczymi, wypełnionymi urządzeniami i przyrządami obserwacyjnymi. Bardzo poszerzyły naszą wiedzę w zakresie medycyny, meteorologii, astronomii i innych nauk przyrodniczych.

## Wykorzystanie stacji kosmicznych

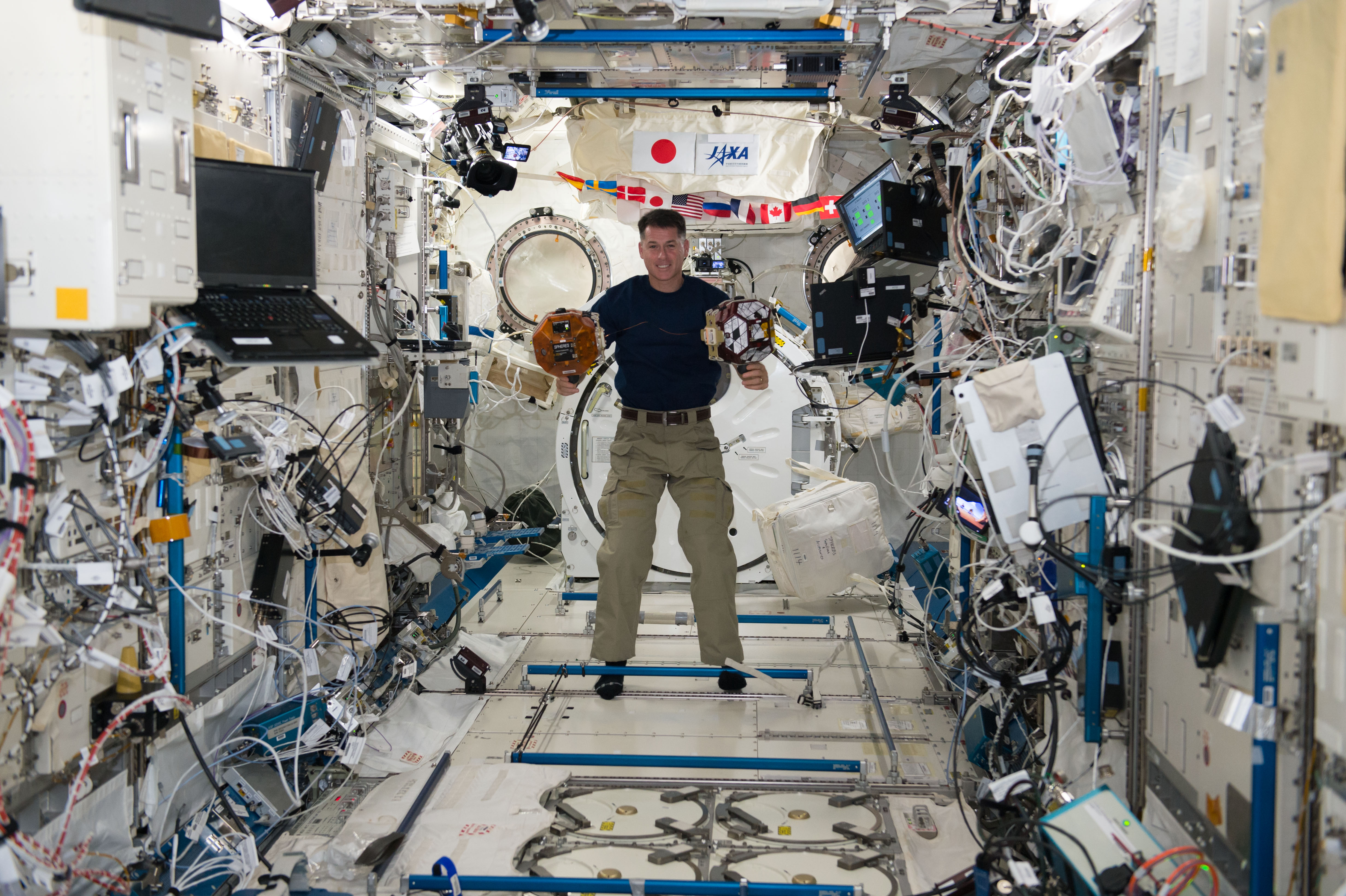
Wnętrze stacji kosmicznej

Stacje kosmiczne są obecnie wykorzystywane do badań nad fizjologicznymi efektami długotrwałego przebywania ludzi w przestrzeni kosmicznej, a także do prowadzenia szeregu badań i eksperymentów naukowych. Aż do lat 90. XX wieku praktyczny monopol na ich konstrukcję miał ZSRR, a później Rosja. Jedynym amerykańskim projektem, który wszedł do użytku była stacja Skylab, skonstruowana z użyciem pojazdów i technologii opracowanych na rzecz programu Apollo. Rosjanie tymczasem opracowali całą serię stacji Salut, zaś w 1986 roku – stanowiącą duży krok naprzód – modularną stację Mir. Właśnie na tej stacji Walerij Polakow ustanowił rekord czasu przebywania na pokładzie stacji kosmicznej – w latach 1994–1995 spędził on na Mirze 437,7 dni. 3 innych kosmonautów również przebywało na pokładzie Mira ponad rok bez przerwy.
Amerykanie stworzyli drugą stację pod szyldem Skylab, znaną jako Skylab B. Ze względu na wysokie koszty wyniesienia na orbitę stacji i zaopatrzenia, a także niechęć NASA do kontynuowania lotów rakiet Saturn i kapsuł Apollo w obliczu zbliżającego się wprowadzenia do służby wahadłowców kosmicznych, nigdy jej nie wykorzystano. Jej kadłub znajduje się obecnie w National Air and Space Museum w Waszyngtonie. Nie wykorzystano także kilku wyprodukowanych stacji Salut.

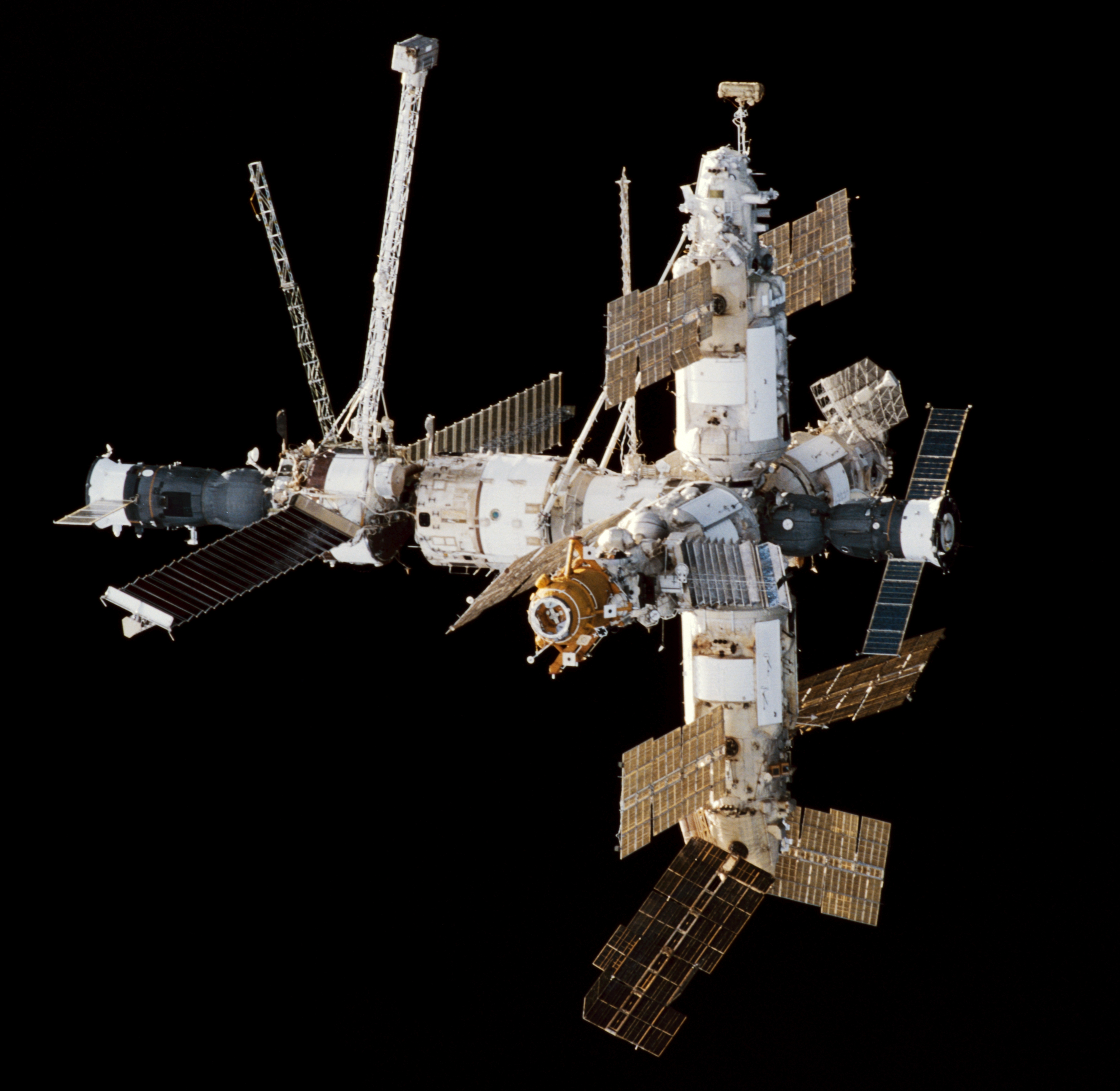
Stacja kosmiczna Mir

Po kontrolowanym sprowadzeniu z orbity stacji Mir w 2001 roku, jedyną pozostającą obecnie na orbicie stacją kosmiczną stała się Międzynarodowa Stacja Kosmiczna (ISS), której pierwsze moduły wyniesiono na orbitę i połączono ze sobą w 1998 roku.
Międzynarodowa Stacja Kosmiczna ISS powstała jako pochodna programu stacji kosmicznej Freedom, opracowywanej przez dziesięć lat i ostatecznie porzuconej. Składa się częściowo z elementów przygotowywanego w Rosji następcy stacji Mir, czyli Mir-2, która również nigdy nie powstała. Na orbitę nigdy nie poleciały także inne projektowane stacje kosmiczne, m.in. Manned Orbiting Laboratory opracowywana przez United States Air Force i porzucona w 1969 roku, na około rok przed pierwszym startem. Był to jeden z nielicznych projektów stricte wojskowej stacji kosmicznej – radziecki wojskowy projekt Ałmaz ukrywany był jako część programu Salut.
Firma Bigelow Aerospace ogłosiła rozpoczęcie prac nad pierwszą komercyjną stacją kosmiczną, zbudowaną z nadmuchiwanych modułów mieszkalnych, opracowanych na podstawie wcześniejszych, porzuconych przez NASA projektów modułów mieszkalnych Transhab. W związku z planowaną budową stacji, w 2004 roku firma ogłosiła wzorowany na X-Prize konkurs America’s Space Prize, oferując kwotę 50 milionów dolarów firmie, która jako pierwsza skonstruuje zdolny do lotów orbitalnych pojazd wielokrotnego użytku, który będzie w stanie przewozić pasażerów na planowaną stację. Konkurs zakończył się w 2010 roku, a nagrody nie przyznano. Do tej pory Bigelow Aerospace umieściła na orbicie bezzałogowe testowe moduły Genesis I i Genesis II, a start pierwszego, znacznie większego modułu załogowego B330 zaplanowano na 2017 rok.

### Załogowe stacje kosmiczne
- Salut (1-7) – seria radzieckich stacji orbitalnych (1971-1991), już nieistniejąca
- Skylab (14 maja 1973 – 11 lipca 1979) – amerykańska, już nieistniejąca
- Mir (20 lutego 1986 – 23 marca 2001) – rosyjska, już nieistniejąca
- Międzynarodowa Stacja Kosmiczna (od 20 listopada 1998)
- Tiangong 1 (29 września 2011 – 2 kwietnia 2018) – chińska, już nieistniejąca
- Tiangong 2 (15 września 2016 – 19 lipca 2019) – chińska, już nieistniejąca
- Tiangong (od 29 kwietnia 2021) – chińska

## Typy stacji kosmicznych
Dotychczas wykorzystywane stacje kosmiczne dzielą się zasadniczo na dwie kategorie. Stacje wczesne, Salut i Skylab, były konstruowane i wystrzeliwane w całości. Wszystkie konieczne do ich funkcjonowania urządzenia i zapasy znajdowały się na pokładzie w momencie wystrzelenia, i po ich wyczerpaniu lub zużyciu stacje uważano za wykorzystane i porzucano.
Zmiana nastąpiła w misjach Salut 6 i 7 – oba pojazdy wyposażono w porty do dokowania, pozwalające na odwiedzenie stacji przez drugą załogę w nowym pojeździe (ze względów technicznych, kapsuła Sojuz nie może spędzić na orbicie więcej niż kilka miesięcy, nawet w stanie hibernacji, bez znacznej utraty bezpieczeństwa). Dzięki temu można było stale utrzymywać załogę na stacji. Obecność drugiego portu oznaczała, że do stacji cumować mogły także automatyczne pojazdy zaopatrzeniowe Progress, dostarczające załodze zapasy. Stacja Salut 7 pozwoliła na dalsze rozwinięcie koncepcji wykorzystania modułów do konstrukcji stacji kosmicznych – przed opuszczeniem stacji przyłączono do niej na stałe moduł TKS. Późne stacje Salut stanowią więc pomost między dwiema koncepcjami konstrukcji stacji kosmicznych.
Druga grupa stacji, reprezentowana przez Mir i ISS, opiera się na konstrukcji modularnej. Na orbicie umieszczany jest moduł centralny, stanowiący rdzeń stacji, do którego następnie dodaje się kolejne moduły, najczęściej posiadające własne, konkretne przeznaczenie. Ta metoda konstrukcji stacji pozwala na większą elastyczność i pozwala na wykorzystanie mniejszych – i tańszych rakiet nośnych. Zaopatrzenie takich stacji dostarczane jest przez regularne loty pojazdów transportowych, co pozwala przedłużać czas funkcjonowania stacji, choć wymaga dość kosztownych startów.

## Statystyki załogowych stacji kosmicznych
| Stacja     | na orbicie od                     | zniszczona                 | Dni na orbicie | Dni na orbicie | Łącznie załoga i goście | Odwiedziny | Odwiedziny  | Masa (kg) |
| Stacja     | na orbicie od                     | zniszczona                 | Ogółem         | Z załogą       | Łącznie załoga i goście | Załogowe   | Bezzałogowe | Masa (kg) |
| ---------- | --------------------------------- | -------------------------- | -------------- | -------------- | ----------------------- | ---------- | ----------- | --------- |
| Salut 1    | 19 kwietnia 1971 01:40:00 UTC     | 11 października 1971       | 175            | 24             | 3                       | 2          | 0           | 18 425    |
| Skylab     | 14 maja 1973 17:30:00 UTC         | 11 lipca 1979 16:37:00 UTC | 2 249          | 171            | 9                       | 3          | 0           | 77 088    |
| Salut 3    | 25 czerwca 1974 22:38:00 UTC      | 24 stycznia 1975           | 213            | 15             | 2                       | 1          | 0           | 18 500    |
| Salut 4    | 26 grudnia 1974 04:15:00 UTC      | 3 lutego 1977              | 770            | 92             | 4                       | 2          | 1           | 18 500    |
| Salut 5    | 22 czerwca 1976 18:04:00 UTC      | 8 sierpnia 1977            | 412            | 67             | 4                       | 2          | 0           | 19 000    |
| Salut 6    | 29 września 1977 06:50:00 UTC     | 29 lipca 1982              | 1,764          | 683            | 33                      | 16         | 14          | 19 000    |
| Salut 7    | 19 kwietnia 1982 19:45:00 UTC     | 7 lutego 1991              | 3 216          | 816            | 26                      | 12         | 15          | 19 000    |
| Mir        | 19 lutego 1986 21:28:23 UTC       | 23 marca 2001 05:50:00 UTC | 5 511          | 4 594          | 137                     | 39         | 68          | 124 340   |
| ISS        | 20 listopada 1998 21:28:23 UTC    | —                          | 6 315          | 5 602          | 221                     | 82         | 89          | 419 455   |
| Tiangong 1 | 29 września 2011 13:16:03.507 UTC | 2 kwietnia 2018 0:16 UTC   |                | 13             | 6                       | 2          | 1           | 8 506     |
| Tiangong 2 | 25 września 2016 13:16:03.507 UTC | 19 lipca 2019              |                | 30             |                         | 1          | 2           | 8 506     |